# Вузьконадкрил рудий
Вузьконадкри́л руди́й (лат. Stenopterus rufus Linnaeus, 1767 = Necydalis rufa Linnaeus, 1767) — вид жуків з родини вусачів. 

## Поширення
Вид приналежний до середземноморської групи у складі європейського зооґеографічного комплексу. Ареал охоплює Південну Європу, південь Центральної та Східної Європи, Кавказ, Закавказзя, Малу Азію, Близький Схід, Північний Іран та Північну Африку. В Українських Карпатах – це рідкісний вид і зустрічається виключно в передгір’ях.

## Екологія
Вид прив'язаний до степових та лісостепових біотопів. Личинки заселяють гілки чагарників та листяних дерев.

## Морфологія

### Імаго

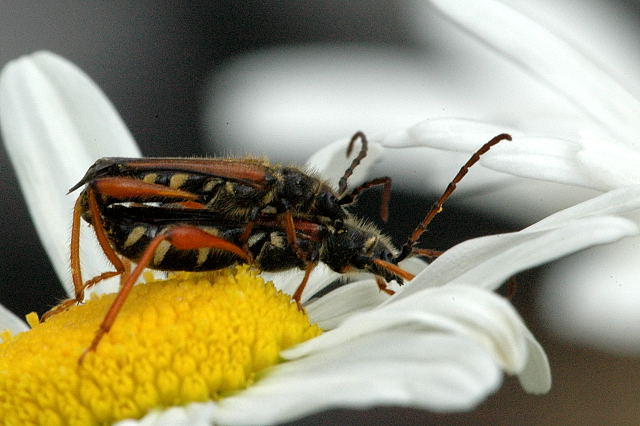
Спарювання Вузьконадкрила рудого

Тіло досить вузьке, в ніжних волосках, довжиною 8-16 мм. Передньоспинка з тупим горбиком на бічному краю, на диску з 2-3 мозолями. Відросток середньогрудей широкий, з більш-менш паралельними сторонами. Надкрила поодинці звужені до вершин, розходяться по шву, кожне з поздовжнім кілем на диску. Надкрила буро-рудуватого кольору. Тіло забарвлене в чорне.

### Личинка
Епістом личинки маленький. Мандибули короткі. Передній край голови без пігментації, густо вкритий штриховидною зморшкуватістю в основній половині. Мозолі черевця сильно виступають і глибоко розділені на дві частини. Ноги рудиментарні.

## Життєвий цикл
Розвиток триває 1-2 роки